# Гиве (велоклуб)
Велосипедный клуб Гиве (дат. Give Cykelklub) — датский любительский велосипедный клуб, расположенный в городе Гиве. Штаб-квартира клуба находится в Гиве, в Центре спорта, здравоохранения и культуры. Клуб является членом Датского союза велосипедистов (DCU) и подчиняется его законам и правилам, а также является членом Датской гимнастической и спортивной ассоциации (DGI).

## История клуба
Клуб был основан в 1993 году и, среди прочего, был организатором чемпионата Дании по шоссейному велоспорту 2021 года.
Велоклуб Гиве был создан для развития культуры велоспорта и обеспечения платформы для велосипедистов всех уровней для участия в тренировках, соревнованиях и социальных мероприятиях.

## Деятельность клуба
Клуб в первую очередь занимается популяризацией велоспорта как вида спорта и отдыха. Клуб стремится поддерживать как соревновательный велоспорт, так и активный отдых, ориентируясь на широкий круг любителей велоспорта.
Клуб регулярно организует тренировки, гонки и мероприятия для своих членов. Эти мероприятия направлены на улучшение навыков езды на велосипеде, физической формы и товарищества между участниками. Клуб также участвует в региональных и национальных соревнованиях, продвигая местные таланты в велосипедном сообществе.
Велоклуб Гиве заботится о безопасности членов клуба. В 2024 году всем членам клуба было предложено пройти курс первой медицинской помощи и сердечной реанимации.

## Членство
В клубе могут участвовать люди любого возраста и уровня подготовки. Клуб поощряет вступление новых членов, предлагая различные программы, помогающие им интегрироваться в велосипедное сообщество. Члены клуба имеют доступ к клубным ресурсам, таким как маршруты тренировок, тренеры, а иногда и общее оборудование. Клуб также сотрудничает с местными предприятиями, предоставляя скидки на велосипедное снаряжение и услуги.
Тренировки проводятся на шоссейных велосипедах. Сезон длится примерно с марта по октябрь. В зимний сезон предлагаются зимние тренировки, маунтинбайк и занятия гравийным велоспортом. Членский  взнос составляет 500 датских крон. Мальчики и девочки от 9 до 18 лет оплачивают членский взнос в 300 крон. Можно оплатить членство за половину сезона.
Членам велоклуба Гиве предоставляется клубная субсидия на покупку фирменной велосипедной одежды и клубной формы с логотипами спонсоров. Бывшие члены Give Cykelklub Ungdom получают в подарок велофутболку с коротким рукавом.
Каждый год клуб организует несколько совместных поездок. Клуб организует совместную регистрацию на 6 гонок. Клуб оплачивает вступительный взнос за 3 самостоятельно выбранные гонки из 6. Члены клуба могут выбрать между 4 шоссейными гонками и 1 MTB гонкой. Если член клуба желает участвовать в лицензионной гонке, клуб оплачивает лицензионный взнос.

## Тренировки
Клубе стремится создать сообщество велосипедистов и сделать так, чтобы все получали удовольствие от тренировок на велосипеде вместе с другими людьми.
В клубе проводятся занятия для всех желающих. Поездки проходят по неоживлённым дорогам, начинаются на стадионе Give (кемпинг) и всегда заканчиваются в Torvet. Участники делятся на 4 команды в зависимости от уровня подготовки и средней скорости, которую они готовы поддерживать:
- Команда А — средняя скорость около 30 км/ч, капитаны: Кьельд Райе, Хенрик Хиндсгавл, Хенрик Арвад, Ларс Вернер
- Команда B — средняя скорость около 28 км/ч, капитаны: Клаус Кристиансен, Арне Квиесгаард, Якоб Сторм, Финн Мёллер, Том Мёллер Йоргенсен
- Команда C — средняя скорость около 26 км/ч, капитаны: Ханс Сёренсен, Йорген Расмуссен, Бьярне Йоргенсен, Йенс Клаузен, Торбен Расмуссен
- Команда D — средняя скорость около 24 км/ч, капитаны: Иб Джессинг, Свенд Эллегаард, Джеспер Карлсков.

В каждой команде всегда есть два капитана. Один отвечает за маршрут и управляет командой в походе. Перед стартом он сообщает о маршруте и определяет среднюю скорость движения. Второй капитан следит за задней группой и следит за тем, чтобы группу подхватывали на спринтах, подъёмах и т.д., следит за тем, чтобы гонщик(и) не свернули с маршрута. Капитаны соответствующих команд договариваются о том, кто является 1-м и 2-м капитаном перед каждой тренировкой, чтобы на старте не было замешательства.
По соображениям безопасности команда делится, если в ней более 12 велосипедистов. Решение о разделении команды всегда принимает лидер/капитан команды.
Команды разделяются перед стартом, и каждый капитан указывает длину и тип маршрута, а также примерную скорость для каждой команды. Команды всегда подстраиваются под самого медленного гонщика. Однако капитан включает в маршрут спринты по холмам и городам для более быстрых гонщиков.
Тренировки проводятся по средам на протяжении 2 часов, с 18:00 до 20:000, и по субботам около 3 часов, с 9 утра до полудня. В последнюю субботу марта (1-я суббота после перехода на летнее время) тренировки начинаются в 10:00 утра.
В зимние месяцы, с 1 октября до последних выходных марта, тренировки проходят по субботам в 9 утра.
Give Cykelklub заключил соглашение с Kom og Træn (фитнес-центр Bevæg dig for livet), где для членов клуба организуются занятия по спиннингу в помещении.

## Совет директоров
Клуб управляется советом директоров, который представляет клуб во всех вопросах и отвечает за общую деятельность и финансы клуба. Совет состоит из 5 членов совета: председателя, казначея и 3 членов совета, которые избираются на 2 года. 
Общая задача совета директоров — быть высшим руководством клуба в период между общими собраниями. Совет директоров принимает решения, необходимые для функционирования и развития велоклуба Гиве.
В совет директоров клуба входят:
| ФИО                  | Должность                      |
| -------------------- | ------------------------------ |
| Сёрен Андерсен       | Председатель Совета директоров |
| Нильс Педер Андерсен | Казначей                       |
| Клаус Кристиансен    | Член совета директоров         |
| Лауст Хенрик Нильсен | Член совета директоров         |
| Том Мёллер Йоргенсен | Член совета директоров         |
| Эрик Бредвиг         | Заместитель                    |
| Эрик Нильсен         | Заместитель                    |

## Team Give Elementer
На базе клуба действует команда Team Give Elementer, имеющая статус DCU Elite Team. Ранее у велоклуба Гиве была молодёжная и юниорская команда с таким же названием, и DCU Elite Team стала её продолжением.

### Сезон 2024 года
| Состав 2024                                 | Состав 2024      | Состав 2024                            | Состав 2024 |
| Гонщик                                      | Дата рождения    | Предыдущая команда                     |             |
| ------------------------------------------- | ---------------- | -------------------------------------- | ----------- |
| Магнус Бехлер                               | 19 февраля 2002  | Georg Berg (2022)                      |             |
| Даниель Брокхофф (1 янв–23 май, Примечание) | 29 ноября 2005   | Vifra Kvickly Odder Junior (2023)      |             |
| Йеппе Фальк-Кристенсен                      | 14 сентября 1998 | Nr. Søby Cykelklub (2019)              |             |
| Асгер Фредериксен                           | 16 октября 2004  | Kolding Bicycle Club (2023)            |             |
| Якоб Дегн Фрюланд                           | 11 сентября 2003 | Herning CK Elite Biemme Danmark (2022) |             |
| Мортен Гадгор (1 янв–23 май, Примечание)    | 22 мая 1991      | JS.dk (2023)                           |             |
| Матиас Кирк                                 | 24 июня 1996     | Randers Cykleklub (2022)               |             |
| Карл Линдегор                               | 1 ноября 2005    | Vifra Kvickly Odder Junior (2023)      |             |
| Расмус Линдбьерг                            | 11 июня 2000     | Give Cykelklub (2019)                  |             |
| Мадс Сёгор Мондруп                          | 5 июля 1997      | O.B. Wiik-Dan Stillads (2021)          |             |
| Оливер Мортенсен (1 янв–23 май, Примечание) | 20 марта 2004    | Bialini Gomola CCN (2023)              |             |
| Эмиль Тённесен                              | 9 октября 1993   | Team Nyt Syn powered by Fialla (2022)  |             |
| Якоб Вестергор (1 янв–23 май, Примечание)   | 19 октября 2002  | Aalborg Cykle-Ring (2022)              |             |
| Лукас Эстергор                              | 14 апреля 2004   | Give Cykelklub (2023)                  |             |
|                                             |                  |                                        |             |
| Источник: ProCyclingStats                   |                  |                                        |             |

Примечание:  Даниель Брокхофф, смена команды
Примечание: Мортен Гадгор, смена команды
Примечание:  Оливер Мортенсен, смена команды
Примечание: Якоб Вестергор, смена команды

| 13 апр | Agro Top løbet | DCU licensløb | Мортен Гадгор |